# Alexandre Geraldini
Alexandre Geraldini (c.1455-1524) (em italiano Alessandro Geraldini, em espanhol Alejandro Geraldini) foi um religioso italiano da corte dos Reis de Espanha. Entre 1516 e 1524 foi o segundo bispo da Diocese de Santo Domingo, a primeira diocese da América.

## História
Alexandre era irmão de Antônio Geraldini, um dos defensores de Cristóvão Colombo na corte dos Reis Católicos após o navegador genovês ter fracassado nas tentativas de convencer os reis de Portugal, França e Inglaterra de patrocinarem sua expedição às Índias. Após a morte do irmão, ocorrida em 1489, Alexandre Geraldini tomou seu lugar como protetor de Colombo. Foi também copeiro da rainha Isabel a Católica e tutor de seus filhos e netos durante vinte anos.
Em 1516 foi nomeado bispo da Diocese de Santo Domingo, criada em 1511. Chegou à Ilha de São Domingos em 1520, e ali foi o impulsor definitivo da construção da Catedral de Santo Domingo, levantada em estilo gótico e plateresco.